# 엉덩고샅신경
엉덩고샅신경(ilioinguinal nerve), 또는 장골서혜신경은 첫째허리신경(L1)의 가지이다. 그것은 더 큰 신경인 엉덩아랫배신경(iliohypogastric nerve)과 함께 첫째허리신경에서 갈라져 나온다. 갈라져 나오는 지점은 엉덩아랫배신경이 갈라져 나오는 지점 바로 아래인 큰허리근의 가쪽 경계이다. 갈라져 나온 이후로는 허리네모근(quadratus lumborum muscle)과 엉덩근(iliacus muscle)을 비스듬히 가로질러 지나간다. 엉덩고샅신경은 엉덩뼈능선(iliac crest)의 앞쪽 부분 근처에서 배가로근을 관통하고, 배가로근과 배속빗근 사이의 엉덩아랫배신경과 이어진다.
그 후 배속빗근을 관통하며 배속빗근에 미세한 신경섬유들을 낸 다음 샅굴(inguinal canal) 안으로 들어가 주행한다. 이때 남성에서는 정삭(spermatic cord)과,  여성에서는 자궁원인대(roung ligament of uterus)와 함께 주행한다. 엉덩고샅신경의 섬유는 넓적다리의 위쪽과 안쪽 부분의 피부에 분포하며, 남성과 여성과 여성에서 각각 다음 위치에 분포한다.
- 남성의 경우: 앞음낭신경(anterior scortal nerve)이 음경 뿌리 위의 피부와 음낭 위쪽 부분에 분포.
- 여성의 경우: 앞음순신경(anterior labial nerve)이 불두덩(mons pubis)과 대음순(labia majora) 을 덮는 피부에 분포.

엉덩고샅신경은 깊은고샅구멍(deep inguinal ring)을 통과하지 않으므로 고샅굴의 일부만을 통과한다. 또한, 고환올림근반사(cremasteric reflex)를 담당하는 신경이다.

## 변이
엉덩고샅신경의 크기는 엉덩아랫배신경의 크기에 반비례한다. 때때로 이 신경은 매우 작으며 엉덩아랫배신경에 합류하여 끝난다. 이 경우 엉덩아랫배신경에서 갈라져 나온 신경가지가 엉덩고샅신경을 대신하거나, 엉덩고샅신경에 해당하는 신경이 아예 없을 수 있다.

## 엉덩고샅신경 차단
엉덩고샅신경은 근처 부위의 신경 차단 시행을 고려할 때 임상적으로 중요하다.

신경 차단을 적용할 수 있는 경우에는 고샅탈장봉합술(inguinal herniorrhaphy)과 같은 복부 부위를 포함하는 시술에 대한 마취 또는 제왕 절개와 같은 시술에 대한 통증 완화가 있다. 로피바카인(ropivacaine)은 이 신경을 차단하는 데 사용할 수 있는 마취제 중 하나다.

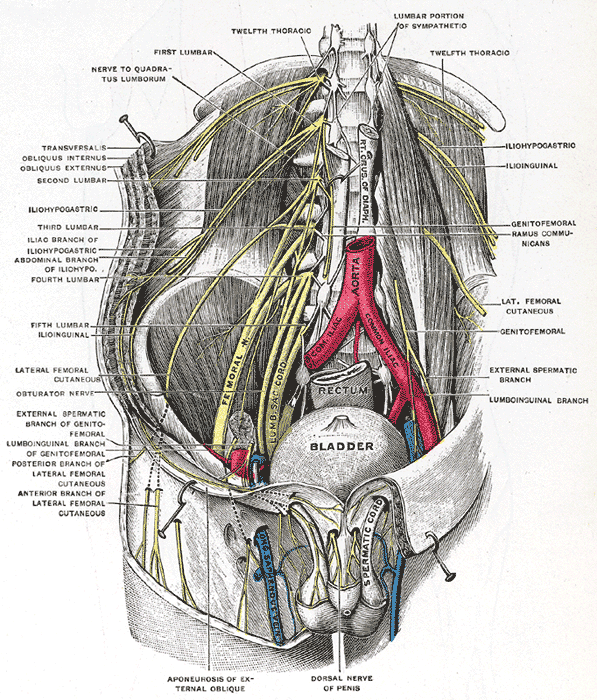
허리신경얼기의 깊고 얕은 박리.
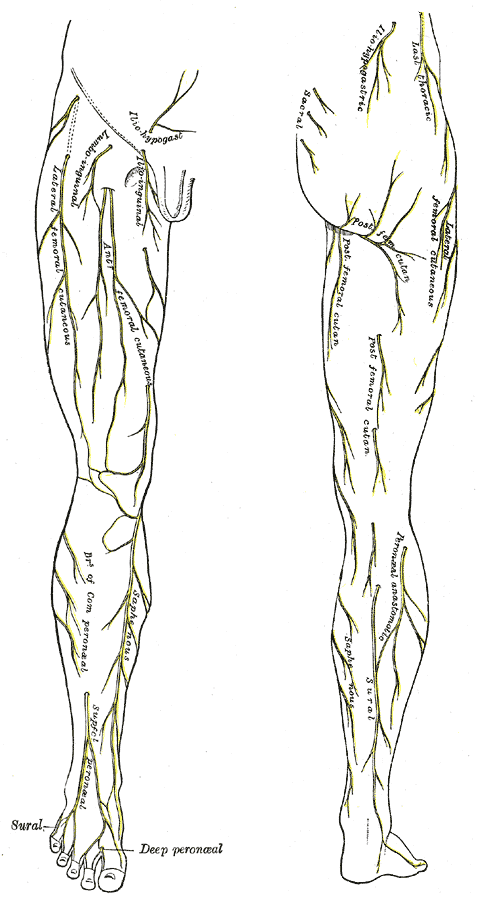
오른쪽 다리의 피부신경. 앞면과 뒷면을 나타낸 그림이다.
오른쪽 다리의 피부신경. 앞면과 뒷면을 나타낸 그림이다.

## 참고 문헌
이 문서는 현재 퍼블릭 도메인에 속하는 그레이 해부학 제20판(1918) page 952의 내용을 기초로 작성된 글이 포함되어 있습니다.
1. ↑  “NYSORA - The New York School of Regional Anesthesia - Ilioinguinal and Iliohypogastric Blocks”. 《www.nysora.com》. 2017년 7월 12일에 원본 문서에서 보존된 문서. 2016년 3월 23일에 확인함.